# Фёгелин, Антон Саломон
Антон Саломон Фёгелин (нем. Anton Salomon Vögelin; 12 мая 1804, Цюрих — 17 октября 1880, Цюрих) — швейцарский филолог-классик. Отец Фридриха Саломона Фёгелина.
Сын религиозного деятеля и историка Саломона Фёгелина (1774—1849). Учился в цюрихских школах и частным образом у Иоганна Ульриха Фези, в 1826—1828 гг. совершил учебную поездку в Германию, некоторое время занимаясь в Берлинском и Лейпцигском университетах. Первоначально собирался последовать церковной карьере отца, но под влиянием Готфрида Германа и Иоганна Каспара фон Орелли, а также и ввиду слабости здоровья, посвятил себя книжной работе.
Преподавал в цюрихском Каролинуме с начала 1830-х гг., с 1841 г. вёл курс древнееврейского языка, с 1849 г. курс латыни и наконец с 1855 г. наиболее желанный для него курс древнегреческого языка. Одновременно с 1833 г. преподавал в Цюрихском университете, в 1852—1867 гг. экстраординарный профессор классической филологии, в 1862—1864 гг. декан. С 1841 г. также исполнял обязанности городского библиотекаря. В 1868 г. вышел в отставку в университете, с 1875 г. на пенсии.
Подготовил вышедшее в 1833 г. издание «Жизни Брута» из «Сравнительных жизнеописаний» Плутарха. Опубликовал ряд статей и писем по поводу других классических авторов — Эсхила, Платона, Демосфена; определённый резонанс имело вышедшее отдельным изданием письмо Фёгелина Герману Кёхли «О „Птицах“ Аристофана» (нем. Über Aristophanes Vögel; 1858), в котором Фёгелин отрицал политический подтекст знаменитой древней комедии.
С 1848 году входил в состав цюрихского церковного совета, напечатал ряд статей по местной церковной истории.
Был дружен с Вильгельмом Ваккернагелем, написал его краткую биографию, помещённую в третьем томе «Малых сочинений» Ваккернагеля, и предисловие к сборнику его стихотворений (1873), который сам и составил.